# Acanthodelta traversii
Acanthodelta traversii là một loài bướm đêm trong họ Noctuidae.